# Rapadama-V8
Pour les articles homonymes, voir Rapadama (homonymie).
Rapadama-V8 est une commune rurale située dans le département de Mogtédo de la province du Ganzourgou dans la région du Plateau-Central au Burkina Faso.

## Géographie
Rapadama-V8 est situé près de Rapadama-V9 – dont il constitue une extension –, à environ 30 km au sud-ouest du centre de Mogtédo, le chef-lieu du département, et à 3 km au nord-ouest de Gadghin. Le village est localisé dans une boucle du Nakambé.

## Histoire
À l'instar des autres villages des Aménagements des vallées de la Volta (AVV) de Rapadama, le village est né de la volonté des autorités d'étendre les terres agricoles dans les années 1980, dans le cadre de l'aménagement des vallées du fleuve Volta en particulier dans la partie du Nakambé. Pour cela des migrations intérieures ont été favorisées par la redistribution de terres aux paysans volontaires – sans pouvoir prétendre au droit coutumier des populations locales – qui se sont installés dans ces nouveaux villages.

## Économie
L'économie de la commune est quasiment uniquement basée sur l'agriculture planifiée, pratiquée au sein de parcelles identiques allouées aux exploitants, grâce à l'irrigation issue du Nakambé.

## Santé et éducation
Le centre de soins le plus proche de Rapadama-V8 est le centre de santé et de promotion sociale (CSPS) de Gadghin tandis que le centre médical avec antenne chirurgicale (CMA) se trouve à Zorgho.